# Jiří Jiskra
Jiří Jiskra (* 20. září 1944) je bývalý český fotbalista, záložník.

## Fotbalová kariéra
V československé lize hrál za TŽ Třinec. Nastoupil v 71 ligových utkáních a dal 2 ligové góly. Ve druhé lize hrál i za Sigmu Olomouc.

## Ligová bilance
| Ročník                                   | Zápasy | Góly | Klub      |
| ---------------------------------------- | ------ | ---- | --------- |
| 1. československá fotbalová liga 1970/71 | 24     | 1    | TŽ Třinec |
| 1. československá fotbalová liga 1971/72 | 22     | 1    | TŽ Třinec |
| 1. československá fotbalová liga 1972/73 | 18     | 0    | TŽ Třinec |
| 2. československá fotbalová liga 1973/74 | -      | -    | TŽ Třinec |
| 1. československá fotbalová liga 1974/75 | 7      | 0    | TŽ Třinec |
| CELKEM 1. liga                           | 71     | 2    |           |